# Esa-Pekka Salonen
Esa-Pekka Salonen (Hèlsinki, 30 de juny de 1958) és un director d'orquestra i compositor finlandès. Des de 1992 és el director principal i director musical de l'Orquestra Filharmònica de Los Angeles, orquestra amb què va fer el seu debut nord-americà l'any 1984.

## Biografia
Salonen va estudiar trompa, direcció i composició musical a l'Acadèmia Sibelius de Hèlsinki. Amb el seu company d'estudis, el compositor Magnus Lindberg, va fundar el grup de promoció de la música contemporània Korvat auki i el conjunt experimental Toimii ("Obrir les oïdes" i "Funciona" en finès). Després va estudiar amb els compositors Franco Donatoni, Niccolò Castiglioni i Einojuhani Rautavaara.
La seva primera experiència al camp de la direcció orquestral va arribar l'any 1979 amb l'Orquestra Simfònica de la Ràdio Finlandesa, si bé per aquella època Salonen es considerava a si mateix més aviat un compositor. No obstant això, l'any 1983, es va fer càrrec de la interpretació de la Simfonia núm. 3 de Mahler amb l'Orquestra Philarmonia a Londres, funció per a la qual va ser requerit amb poca antelació, i aquest fet va llançar la seva carrera com a director. Posteriorment va esdevenir director invitat principal de la Philharmonia, entre 1985 i 1994.
Director principal de l'Orquestra Simfònica de la Ràdio Sueca des de 1985 i director musical de l'Orquestra Filharmònica de Los Angeles des de 1991, Salonen és reconegut per la seva dedicació a interpretar i enregistrar música contemporània. El seu enregistrament, el primer que s'ha fet, de la Simfonia núm. 3 de Witold Lutosławski va guanyar el Gramophone Award de 1985 al Millor Enregistrament Contemporani.
Entre les composicions de Salonen cal esmentar ...auf den ersten blick und ohne zu wissen... (1980, un concert per a saxòfon amb títol tret de El procés de Franz Kafka), Floof per a soprano i conjunt instrumental (1982, sobre textos de Stanislaw Lem) i l'obra orquestral L.A. Variations (1996). A fi de dedicar més temps a la composició, Salonen es va prendre un any sabàtic de la direcció en 2000, temps durant el qual va escriure una obra per a trompa sola (Concert Étude, obra per al concurs de Lieksa Brass Week), Dichotomie per a piano, Mania per a la violoncel·lista Anssi Karttunen i sinfonietta, i Gambit, una peça orquestral que va ser un regal d'aniversari per al seu col·lega i amic Magnus Lindberg.
L'any 2001, Salonen va compondre Foreign Bodys, la seua obra més ambiciosa en termes d'orquestració, que inclou música del moviment inicial de Dichotomie. Una altra obra orquestral, Insomnia, va seguir l'any 2002, i una altra, Wing On Wing, el 2004. Wing On Wing inclou parts per a dues sopranos i exemples distorsionats de la veu de l'arquitecte Frank Gehry i també la d'un peix.
Com queda palès en les seues interpretacions d'obres avantguardistes com ara el Concert Motocicleta de Jan Sandström, Esa-Pekka Salonen representa un allunyament de les aproximacions ideològiques i dogmàtiques a la composició i veu la creació musical com profundament psíquica. En les notes del llibre del CD de Deutsche Grammophon Wing On Wing, se'l cita manifestant: «L'expressió musical és expressió corporal, no hi ha expressió cerebral abstracta a parer meu. Tot surt del cos.» Un tema recurrent en la seua música és la fusió o relació entre el fet mecànic i el fet orgànic.

### Fites en la seua carrera
- 1981 - Acaba la seua primera obra a gran escala, ...auf den ersten Blick und ohne zu wissen....
- 1983 - Co-funda l'Orquestra de Cambra Avanti! A Finlàndia amb Jukka-Pekka Saraste.
- 1985 - És nomenat director principal de l'Orquestra Simfònica de la Ràdio Sueca.
- 1992 - És nomenat director musical de l'Orquestra Filharmònica de Los Angeles.
- 1995-6 - Director Artístic del Festival de Hèlsinki.
- 1997 - Estrena de LA Variations a Los Angeles.

## Obres clau
- 1982 - Floof, per a grup de cambra.
- 1996 - LA Variations, per a orquestra.
- 1999 - Five Images after Sappho, per a soprano i grup de cambra.
- 2000 - Dichotomie, per a piano.
- 2000 - Mania, per a violoncel, orquestra o acoble.
- 2004 - Wing on Wing, per a dos sopranos i orquestra.

## Enregistraments seleccionats
- Concert per a saxòfon contralt; Floof; Meeting; Mim II; Yta I; Yta II; Yta IIb; Yta III - Pekka Savijoki; Anu Komsi; Kari Krikku; Jukka Tiensuu; Jorma Valjakka; Mikael Helasvuo; Tuija Hakkila; Anssi Karttunen; Orquestra Simfònica de la Ràdio Finesa; Orquestra de Cambra Avanti!; Esa-Pekka Salonen - Finlandia 0927 43815 2
- Five Images After Sappho; Gambit; Giro; LA Variations; Mania - Dawn Upshaw; Anssi Karttunen; Orquestra Filharmònica de Los Angeles; London Sinfonietta; Esa-Pekka Salonen - Sony SK89158
- Foreign Bodys; Insomnia; Wing on Wing - Anu Komsi; Piia Komsi; Orquestra Simfònica de la Ràdio Finesa; Esa-Pekka Salonen - Deutsche Grammophon 477 5375